# Perry Como
Pierino Ronald „Perry” Como (ur. 18 maja 1912 w Canonsburgu w Pensylwanii, zm. 12 maja 2001 w Jupiter Inlet Colony, Floryda) – amerykański piosenkarz i osobowość telewizyjna pochodzenia włoskiego. Uważany za jednego z najbardziej popularnych amerykańskich piosenkarzy solowych wszech czasów (często stawiany pod tym względem obok Franka Sinatry, Binga Crosby’ego czy Elvisa Presleya). Karierę rozpoczął w roku 1933 śpiewając w zespole Freddy Carlone’s Dance Band. Okres jego największej sławy przypada na lata 40. i 50.
W 1958 otrzymał nagrodę Grammy dla najlepszego wokalisty, a w 2002 – za całokształt kariery (pośmiertnie).

## Dyskografia
Poniższa lista przedstawia wyłącznie studyjne albumy piosenkarza. Jego pełna dyskografia, single, albumy, kompilacje oraz inne wydawnictwa opisane zostały w osobnym artykule.
- Perry Como Sings Merry Christmas Music (1946)
- A Sentimental Date with Perry (1949)
- TV Favorites (1952)
- Hits from Broadway Shows (1953)
- Around the Christmas Tree (1953)
- I Believe ~
Songs of All Faiths Sung by Perry Como (1953)

- So Smooth (1955)
- We Get Letters (1957)
- Saturday Night with Mr. C (1958)
- When You Come to the End of the Day (1958)
- Como Swings (1959)
- Seasons Greetings from Perry Como (1959)
- For the Young at Heart (1961)
- Sing to Me, Mr. C (1961)
- By Request (1962)
- The Best Of Irving Berlin’s Songs
From Mr. President (1962)
- The Songs I Love (1963)
- The Scene Changes (1965)
- Lightly Latin (1966)
- Perry Como in Italy (1966)
- The Perry Como Christmas Album (1968)
- Look to Your Heart (1968)
- Seattle (1969)
- It’s Impossible (1970)
- I Think of You (1971)
- And I Love You So (1973)
- Perry (1974)
- Just Out of Reach (1975)
- The Best of British (1977)
- Where You’re Concerned (1978)
- Perry Como (1980)
- So It Goes / Goodbye for Now (1983)
- Today (1987)

## Wybrane programy radiowe
- Columbia Presents Como (1943)
- The Perry Como Chesterfield Supper Club (1944–1950)
- The Perry Como Chesterfield Show (1950–1955)

## Filmografia

### Filmy
- Something To Shout About (1943) ~ Possible Cameo
- Something for the Boys (1944)
- Doll Face (1945)
- March of Time (1945)
- If I’m Lucky (1946)
- Słowa i muzyka (1948)
- Tobaccoland on Parade (1950)
- The Fifth Freedom (1951)

### Wybrane programy telewizyjne
- The Perry Como Chesterfield Supper Club (1948–1950)
- The Perry Como Chesterfield Show (1950–1955)
- The Perry Como Show (1955–1959)
- Perry Como’s Kraft Music Hall (1959–1967)
- Perry Como Comes To London (1960)
- The Perry Como Holiday Special (1967)
- Perry Como Special – In Hollywood (1968)
- Christmas At The Hollywood Palace (1969)
- The Many Moods Of Perry Como (1970)
- Perry Como – In Person (1971)
- Perry Como’s Winter Show (1971)
- The Perry Como Winter Show (1972)
- Cole Porter In Paris (1973)
- The Perry Como Winter Show (1973)
- The Perry Como Sunshine Show (1974)
- Perry Como’s Summer of '74 (1974)
- Perry Como’s Christmas Show (1974)
- Como Country: Perry And His Nashville Friends (1975)
- Perry Como’s Springtime Special (1975)
- Perry Como’s Lake Tahoe Holiday (1975)
- Perry Como’s Christmas In Mexico (1975)
- Perry Como’s Hawaiian Holiday (1976)
- Perry Como’s Spring In New Orleans (1976)
- Perry Como: Las Vegas Style (1976)
- Perry Como’s Christmas In Austria (1976)
- Perry Como’s Music From Hollywood (1977)
- Perry Como’s Olde Englishe Christmas (1977)
- Perry Como’s Easter By The Sea (1978)
- Perry Como’s Early American Christmas (1978)
- Perry Como’s Springtime Special (1979)
- Perry Como’s Christmas In New Mexico (1979)
- Perry Como’s Bahamas Holiday (1980)
- Perry Como’s Christmas In The Holy Land (1980)
- Perry Como’s Spring In San Francisco (1981)
- Perry Como’s French-Canadian Christmas (1981)
- Perry Como’s Easter In Guadalajara (1982)
- Perry Como’s Christmas In Paris (1982)
- Perry Como’s Christmas In New York (1983)
- Perry Como’s Christmas In England (1984)
- Perry Como’s Christmas In Hawaii (1985)
- The Perry Como Christmas Special (1986)
- Perry Como’s Irish Christmas (1994)